# Peter Windtorn Molnar
Peter Windtorn Molnar (?–) nyíregyházi születésű gitáros, zeneszerző, előadó. Magyar heavy metal és neoklasszikus rockzenét játszik.

## Pályafutása
A magyar rockzenei életben a Brutal Trash, a Diamond, a Fortress és az Impera együttes gitárosaként tette le névjegyét, 2009-től Windtorn Troubadour néven jelentek meg szólólemezei a Wartooth Records kiadásában. Neoclassic II című lemezén klasszikus zeneszerzők darabjait dolgozta fel metal stílusban, kemény power metal dob alapokra épülő, misztikus hangzású billentyűkísérettel játssza az instrumentális darabokat. Többek között feldolgozta Mozart, Händel, Vivaldi, Brahms műveit is. Lemezein angolul és magyarul is énekel. 2011-ben megjelent a Mágikus kard című magyar nyelvű album, amin továbbra is helyet kapott a fantasy sajátos szövegvilága. 2012 végén megalapította a Cromwell Force One rockzenekart, 2014-től Peter Minnesanger néven dobosként és billentyűsként is bemutatkozott.

## Lemezek
- 2009. Break the chains (angol nyelvű)
- 2010. Neoclassic II (instrumentális)
- 2011. A mágikus kard (magyar nyelvű)
- 2011. All style in rock (feldolgozás)
- 2011. Neobaroque (instrumentális)
- 2012. The enchanter (instrumentális)
- 2012. Foxhill dreams (instrumentális)
- 2013. Kövesd a szíved (magyar nyelvű)
- 2013. Pick up the iron (angol nyelvű)
- 2013. The fifth season (instrumentális
- 2014. The cover collection (feldolgozás)
- 2014. Raise your sword (angol nyelvű)
- 2015. Nem adom fel (magyar nyelvű)